# Nilothauma japonicum
Nilothauma japonicum är en tvåvingeart som beskrevs av Niitsuma 1985. Nilothauma japonicum ingår i släktet Nilothauma och familjen fjädermyggor. Inga underarter finns listade i Catalogue of Life.